# Gengärd
Gengärd är en medeltida naturaskatt.
Under den tidigare medeltiden var det blivande Sverige ett resande kungadöme. Kungen och hans, ibland stora sällskap, färdades mellan borgar och kungsgårdar för att få maktapparaten försörjd. När det var långt mellan de fasta platserna hade härskaren rätt att begära mat och husrum av bönderna (gästning). Under Birger jarls tid ersattes gästningsplikten av en stående gengärd. Det är grundskattens födelse i Sverige.